# Авала
Авала (сербохорв. Авала/Avala від тур. Havale — перешкода, укриття) — невисока одинична гора в Центральній Сербії, розташована за 16,5 км на південний схід від столиці країни Белграда. В адміністративному сенсі розташована на стику трьох громад округу Белград — переважно у Вождоваці, східний край у Гроцці, а крайній південь у Сопоті. Одне з традиційних місць відпочинку белградців та гостей міста.

## Природа
Висота гори 511 м, що всього на 11 метрів перевищує межу, що розділяє гору та пагорб. Однак Авала підноситься приблизно на 200 м над навколишньою горбистою місцевістю, завдяки чому з неї відкриваються мальовничі краєвиди на північну Шумадію і, власне, на Белград — що дозволило звести на цій горі Авальську телевежу.
Здебільшого вкрита густими листяними та змішаними лісами. Природний комплекс гори, що налічує близько 600 видів рослин, зокрема й рідкісних, перебуває під захистом держави від 1859 року. 1936 року тут засновано національний парк. Наприкінці XIX століття на Авалі виявлено (і названо за назвою гори) мінерал аваліт, збагачений хромом різновид ілліту.

## Історія
Від античних часів на вершині Авали стояла фортеця Жрнов (Жрнован), яка давала змогу контролювати шлях до Белграда. Після захоплення в XV столітті турками-османами вона відіграла значну роль у війнах Османської імперії з угорськими королями, проте вже в середині XVI століття Жрнов втратив своє стратегічне значення. До кінця XVIII століття від фортеці залишалися лише руїни, і 1934 року їх знесено для будівництва на їх місці 1938 року гранітного мавзолею в пам'ять про югославів, загиблих у ході Першої світової війни — Пам'ятник невідомому герою.
За 180 м від вершини гори 1965 року споруджено ще один монумент — бронзовий Пам'ятник радянським ветеранам війни. Він присвячений загиблій тут в авіакатастрофі в жовтні 1964 року делегації вищих радянських воєначальників на чолі з Героєм Радянського Союзу маршалом Сергієм Бірюзовим, яка летіла до Белграда на святкування 20-ї річниці звільнення міста від гітлерівців.